# Tilgate
Tilgate – dzielnica miasta Crawley w Anglii, w hrabstwie West Sussex, w dystrykcie Crawley. Leży 16 km od miasta Redhill. W 2016 miejscowość liczyła 6148 mieszkańców.